# Experience API
Die Experience API (xAPI) ist eine technische Spezifikation, die darauf abzielt, die Dokumentation und Kommunikation von Lernerfahrungen zu erleichtern. Sie legt eine Struktur zur Beschreibung von Lernerfahrungen fest und definiert, wie diese Beschreibungen elektronisch ausgetauscht werden können.
Die xAPI ist ein Bestreben der Initiative für Advanced Distributed Learning (ADL). Die ADL wurde 1997 ins Leben gerufen, um die Verwaltung und Bereitstellung von Ausbildung und Schulung in den USA zu standardisieren und zu modernisieren. Seitdem hat sich die Erkenntnis verstärkt, dass es notwendig ist, die Lernerfahrungen von Individuen über formelle, strukturierte computerbasierte Schulungen hinaus zu verfolgen. Bei der Beurteilung der Eignung von Kandidaten für Positionen oder ihrer Fähigkeit, verschiedene Aufgaben auszuführen, muss eine breite Palette von formellen und informellen Lernerfahrungen sowohl online als auch offline berücksichtigt werden. Diese Informationen sind häufig über eine Vielzahl von Quellen verstreut.
Die Experience API (früher als das Projekt Tin Can bekannt) wurde ab 2010 von der Advanced Distributed Learning (ADL) Initiative als Weiterentwicklung des SCORM-Standards aufgelegt. Ab etwa 2013 spezifizierte das Projekt die Experience API (xAPI), die es erlaubt, dass Lerninhalte und Lernsysteme (LMS) miteinander Informationen austauschen können. Sie werden in einem Learning Record Store (LRS) festgehalten. LRSs können in bestehende bzw. traditionelle Learning Management Systems (LMSs) integriert oder eigenständig genutzt werden.

## Zusammenfassung
Die xAPI bietet verschiedene neue Möglichkeiten, die SCORM (Sharable Content Object Reference Model) nicht hatte:
- E-Learning außerhalb von Webbrowsern[6]

- E-Learning in mobilen Anwendungen[4]
- Eine größere Kontrolle über E-Learning-Inhalte[7]
- Erhöhte Sicherheit mittels OAuth
- Wechsel zwischen Plattformen (E-Learning auf einem mobilen Gerät beginnen und auf einem PC beenden)[6]
- Die Möglichkeit, Lernerfahrung innerhalb von Spielen und Simulationen zu erfassen[5]
- Die Möglichkeit, Lernerfahrung oder Leistungen im Alltag zu erfassen[8]
- Teambasiertes E-Learning[5]
- Tracking learning plans and goals[9]

Die xAPI ist eine Open-Source-API. Die API ist ein nach den Prinzipien einer Representational State Transfer (REST) Architektur entworfener Web Service, der JavaScript Object Notation (JSON) als Datenformat nutzt. Der Web-Service ermöglicht es Software-Clients, wie zum Beispiel Webbrowsern oder Smartphone Anwendungen, Daten von Lernerfahrungen in ein LRS-System zu schreiben oder aus diesem auszulesen: In der einfachsten Form als „Ich tat dies“ bzw. generalisierter als „Autor Tätigkeit Objekt“. Es können aber auch wesentlich komplexere Lernerfahrungen ausgetauscht werden.

## Geschichte
Im Jahr 2010 sah die ADL Initiative, das Kontrollorgan von SCORM, Bedarf für eine neuere und vielseitigere Software-Spezifikation.
ADL brachte ein Broad Agency Announcement (BAA, das als Vorgabe für Forschungsvergaben für amerikanische Behörden gilt) heraus, um in der Verbesserung von SCORM unterstützt zu werden. Die Forschungsvergabe erhielt Rustici Software, die durch die Scorm-Aktivitäten schon einer der führenden Software-Unternehmen von Datenaustausch im E-Learning-Markt sind. Rustici Software führte daraufhin verschiedenste Befragungen der Teilnehmer und Verbände im E-Learning durch, um festzustellen, welche die wichtigsten zu verbessernden Faktoren waren und entwickelte eine erste Spezifikation als Forschungsbasis. Dieses Forschungsprojekt wurde Project Tin Can genannt.
Die API des Tin Can Projektes ist weiter in Entwicklung nach der Version 1.0.0. Es gibt weit über 50 Unternehmen, insbesondere die großen LMS-Anbieter, die diese Spezifikationen anwenden (3. Mai 2013).

## Aktuelle Version
Die aktuelle Version der xAPI Spezifikation ist 1.0.3, erschienen Anfang Oktober 2016. Es sind keine kleineren Aktualisierungen der Spezifikation geplant.
Frühere Versionen umfassen: 1.0.2., 1.0.1., 1.0.0. Version 0.8 (offizielle Ausgabe der BAA) und Version 0.9 (Spezifikation der Forschungsversion) 0.95 (Spezifikation der zweiten Forschungsversion).